# Juan Carlos Robles (futbolista)
Juan Carlos Robles Rodríguez (Magdalena, Bolivia, 25 de enero de 1985) es un futbolista boliviano que juega de guardameta de Alianza Beni en la Copa Simón Bolívar, campeonato del ascenso máximo de Bolivia.

## Clubes
| Club                   | País    | Año           |
| ---------------------- | ------- | ------------- |
| 1º de Mayo             | Bolivia | 2004          |
| Universitario (USFX)   | Bolivia | 2005 - 2009   |
| Real Mamoré            | Bolivia | 2009          |
| 31 de Octubre          | Bolivia | 2010          |
| Universitario (USFX)   | Bolivia | 2010          |
| Real Potosí            | Bolivia | 2011          |
| Real Mamoré            | Bolivia | 2012          |
| Ciclón                 | Bolivia | 2013          |
| Universitario (USFX)   | Bolivia | 2014 - 2015   |
| San José               | Bolivia | 2015 - 2016   |
| Nacional Potosí        | Bolivia | 2016          |
| Aurora                 | Bolivia | 2017          |
| Petrolero              | Bolivia | 2017          |
| Destroyer's            | Bolivia | 2018          |
| Aurora                 | Bolivia | 2019          |
| Atlético Palmaflor     | Bolivia | 2019          |
| Aurora                 | Bolivia | 2020          |
| Libertad Gran Mamoré   | Bolivia | 2021          |
| Universitario de Vinto | Bolivia | 2021-2022     |
| Libertad Gran Mamoré   | Bolivia | 2022-2023     |
| Real Mizque            | Bolivia | 2023          |
| Alianza Beni           | Bolivia | 2024-presente |

## Palmarés

### Títulos nacionales
| Título             | Club                 | Año           |
| ------------------ | -------------------- | ------------- |
| Copa Simón Bolívar | Universitario (USFX) | 2005          |
| Primera División   | Universitario (USFX) | Apertura 2008 |
| Primera División   | Universitario (USFX) | Clausura 2014 |
| Copa Simón Bolívar | Aurora               | 2017          |
| Copa Simón Bolívar | Atlético Palmaflor   | 2019          |
| Copa Simón Bolívar | FC Universitario     | 2021          |